# Blossfeldia liliputana
Blossfeldia liliputana Werderm., 1937 è una pianta succulenta della famiglia delle Cactacee, originaria dell'Argentina nord occidentale (province di Jujuy, Salta e Catamarca) e della Bolivia meridionale (dipartimento di Potosí). È l'unica specie nota del genere Blossfeldia e della tribù Blossfeldieae Crozier, 2004.

## Descrizione
In piena maturazione la pianta arriva a misurare 10-12 millimetri di diametro ed è per questo considerata il cactus più piccolo al mondo.